# Exil de Victor Hugo

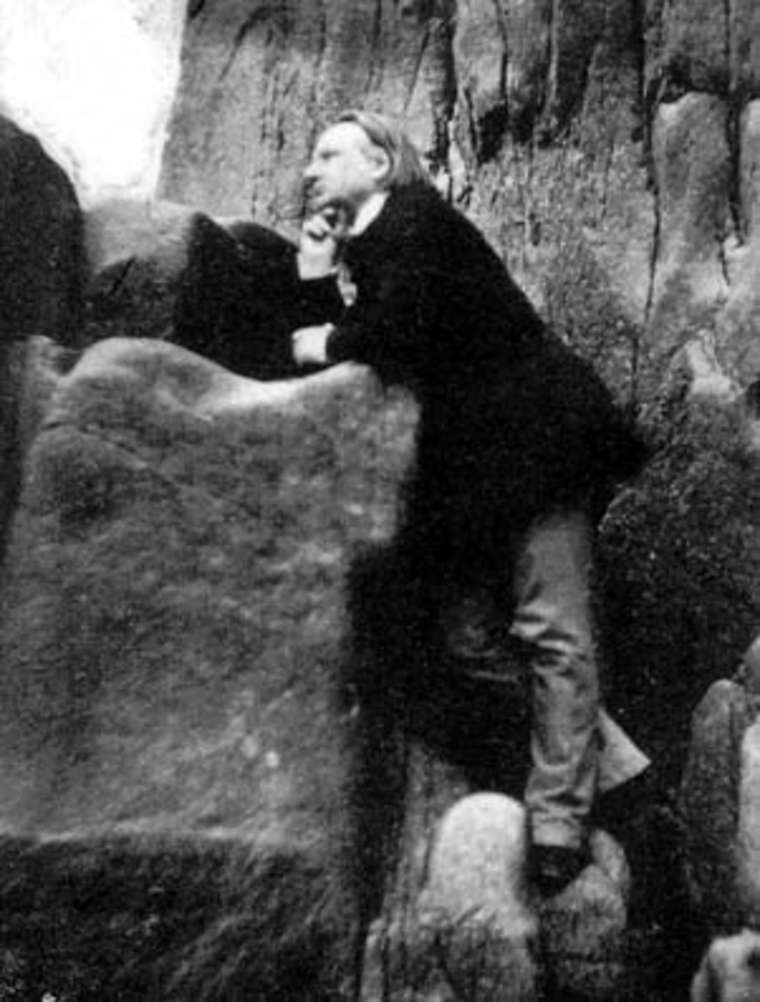
Victor Hugo durant son exil à Jersey entre 1852 et 1855.

L'exil de Victor Hugo est un épisode de la vie de l'homme de lettres français Victor Hugo au cours duquel il s'exile hors de son pays, à la suite du coup d'État du 2 décembre 1851, perpétré par Louis-Napoléon Bonaparte, et son bannissement par le décret du 9 janvier 1852 .
C'est durant cette période qu'il publie certaines de ses œuvres majeures, parmi lesquelles Les Châtiments et Les Misérables.

## Le départ
Après avoir appris la nouvelle du coup d'État bonapartiste à 8 heures du matin, le 2 décembre 1851, Victor Hugo va retrouver les députés de la gauche, rue Blanche, où il participe à l'organisation d'un comité de résistance.
Le lendemain, il arrive au Faubourg Saint-Antoine au moment où le député Alphonse Baudin est tué sur une barricade, et tente, avec quelques collègues, de soulever les ouvriers, sans succès.
Le 4 décembre, il va encourager la résistance qui s'éteint néanmoins après la fusillade sur les Boulevards. Hugo doit alors se cacher, et, grâce au dévouement de sa compagne Juliette Drouet, il trouve un abri sûr.
Le 7 décembre, il reçoit un faux passeport au nom de l'ouvrier imprimeur Jacques Firmin Lanvin.

## En Belgique (du12 décembre 1851au1eraoût 1852)

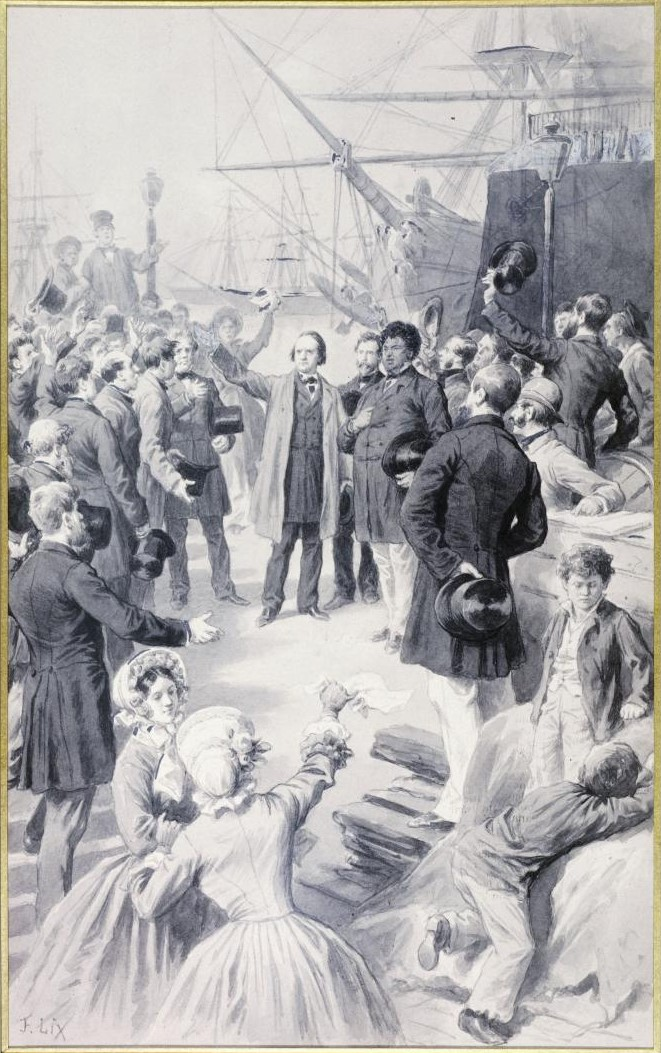
Victor Hugo sur le quai d'Anvers lors de son départ pour l'exil à Jersey, le 1er août 1852. Après lui avoir offert un dîner d'adieu la veille, Alexandre Dumas se tient à ses côtés pour l'embrasser.
Dessin de Frédéric Lix, vers 1893.

Le 11 décembre 1851, déguisé donc sous les traits de l'ouvrier Lanvin, le poète, dramaturge et romancier, prend seul le train pour la Belgique, et il arrive le lendemain à Bruxelles. Juliette Drouet, chargée de la malle aux manuscrits, le rejoint le lendemain. Il s'établit dans la maison du Moulin à vent sise au no 16 de la Grand-Place à Bruxelles le 5 janvier 1852. Juliette loge quant à elle chez ses amis Luthereau, galerie des Princes, 11 bis passage Saint-Hubert.
Le 9 janvier 1852, il est officiellement expulsé du territoire français, avec 65 autres députés ; il est proscrit. Il est certain que la police a, sinon favorisé, du moins accepté avec satisfaction son départ. Son emprisonnement aurait été alors très mal vu de l'opinion publique au regard de la renommée de l'écrivain.
Le 1er février suivant, il déménage dans un nouvel appartement situé dans la maison du Pigeon au no 27 de la Grand-Place, au dessus du bureau de tabac de Madame Cébère qui se proclamait « mère des proscrits »".
La publication d'un pamphlet, virulent réquisitoire sur l'empereur intitulé Napoléon le Petit, incite les autorités belges à demander que Hugo quitte le royaume. Le 1er août 1852, il rejoint Anvers afin d'embarquer pour Londres avec Juliette et son fils Charles qui l'avait rejoint dans son exil en Belgique. Sur le quai du port, au milieu de nombreux proscrits, il adressa un discours d'adieu. Alexandre Dumas qui, fuyant ses créanciers, avait dû quitter la France se trouvait parmi eux.

## À Jersey (du5 août 1852au31 octobre 1855)
Depuis l'Angleterre, il gagne les îles Anglo-Normandes et s'établit dans un premier temps à Saint-Hélier, la capitale de l'île de Jersey où il est accueilli le 5 août 1852 par sa femme Adèle, sa fille cadette prénommée également Adèle, Auguste Vacquerie, beau-frère de sa défunte fille ainée Léopoldine, et par de nombreux proscrits. Le 16 août, Victor Hugo et sa famille s'installent au sud-est de Saint-Hélier, dans la paroisse Saint-Clément sur la grève d'Azette, dans la maison baptisée Marine Terrace,.
Durant son séjour à Jersey, Juliette Drouet loge à l’hôtel du Commerce, puis à Nelson Hall, et enfin à l’Inn Richland, à la Maison du Heaume, au Hâvre-des-Pas. 
En avril 1855, dans une « Lettre à Louis Bonaparte » Hugo proteste violemment contre la visite de l'Empereur à Londres. Le 10 octobre suivant, dans L'Homme (le journal que les proscrits publient à Jersey), Félix Pyat, républicain français réfugié à Londres s'oppose, dans une lettre ouverte à la Reine Victoria, à la visite de celle-ci à Paris. Les jersiais réagissent vivement. Sur ordre du gouvernement britannique, trois proscrits sont expulsés. Le 17, concluant par les mots « Et maintenant expulsez-nous ! », Victor Hugo signe une déclaration de solidarité, approuvée par trente cinq proscrits, parmi lesquels ses deux fils et Auguste Vacquerie. Expulsé à son tour, il quitte Jersey le 31 octobre 1855, avec l'un de ses fils François Victor et Juliette Drouet.

## À Guernesey (du31 octobre 1855au15 août 1870)

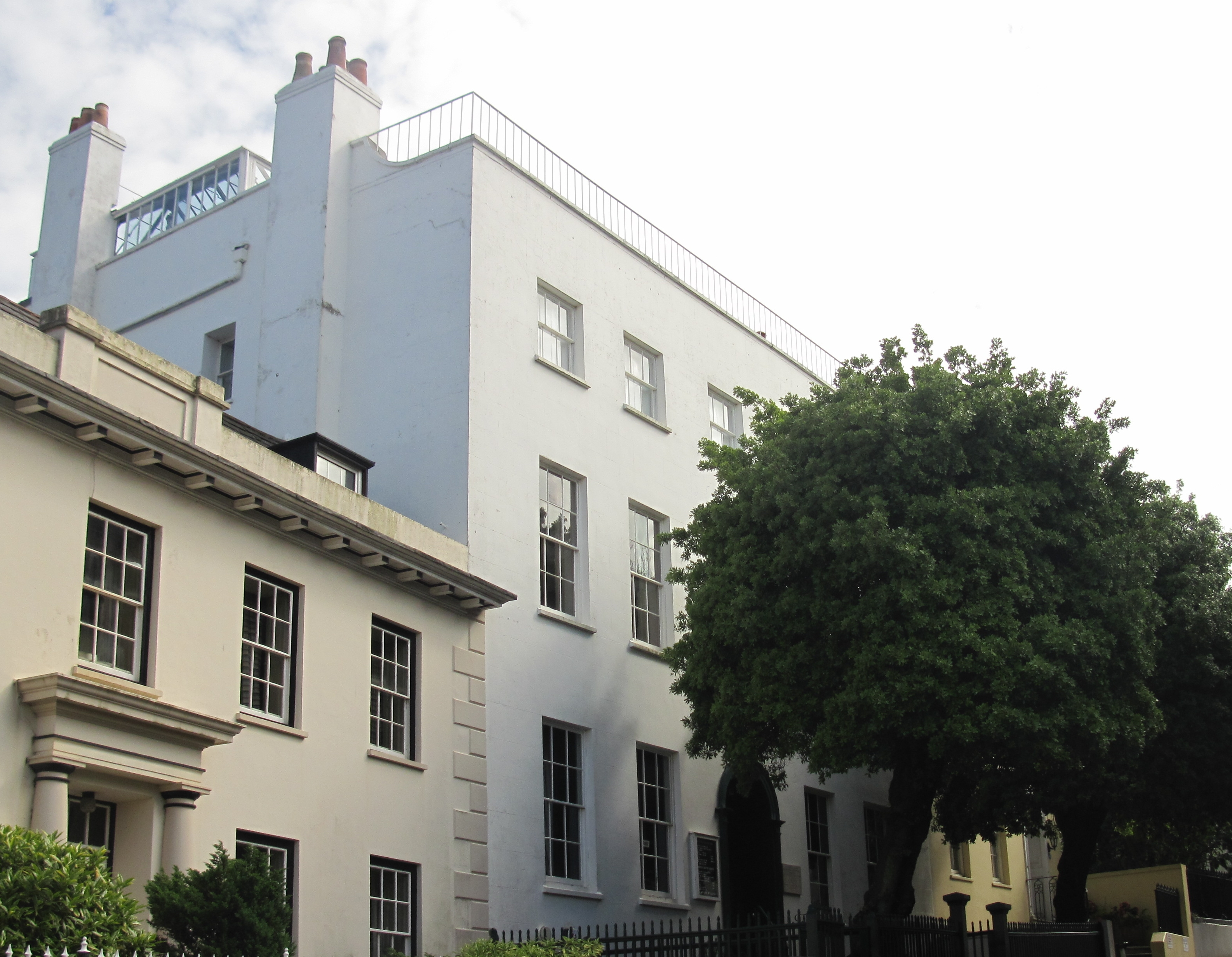
Hauteville House, résidence de Hugo à Guernesey durant près de quinze ans.

Il arrive le même jour à Saint-Pierre-Port, capitale de l'île voisine de Guernesey où une foule nombreuse l'accueille. Ils s'installent à l'« hôtel de l'Europe », et y louent les chambres nos 16 et 17 pour 5 Francs par personne et par jour tout compris,.
Juliette s'installe au Crown Hotel, puis prend une location au no 8 de la rue du Havelet, chez Miss Le Boutillier.
Son épouse, sa fille Adèle, son autre fils Charles, ainsi que le fidèle Auguste Vacquerie les rejoignent,.
Toute la famille s'installe ensuite dans une maison meublée au 20 rue de Hauteville. Victor Hugo a signé avec Monsieur Domaille, le propriétaire de la demeure, un engagement de location en avance sur le loyer annuel de 32 livres guernesiaises, soit 768 francs, taxes et impôts inclus, il a versé 192 francs et s'engage à occuper la maison pendant au moins un an, à moins qu'il ne soit de nouveau expulsé. Il la meublera par un mobilier très simple loué moyennant 360 francs par an à Monsieur Master,.
Juliette quitte la rue du Havelet et emménage à La Fallue, à proximité de Hauteville House.
La vente des Contemplations permet à Victor Hugo d'acquérir pour la somme de 24 000 F le 16 mai 1856, une maison sise au 38 rue de Hauteville. De cette demeure qui, plus tard sera baptisée Hauteville House, Hugo écrira : « La maison de Guernesey sort toute entière des Contemplations. Depuis la première poutre jusqu'à la dernière tuile, Les Contemplations paieront tout. Ce livre m'a donné un toit. » Son épouse Adèle, très réservée, y voit une façon de s'ancrer dans l'exil. L'écrivain concentre toute son énergie à l'aménagement de cette demeure. La famille y emménage le 5 novembre 1856. Devenu propriétaire pour la première fois de sa vie, Victor Hugo se trouve à l'abri de toute menace d'expulsion puisque la loi guernesiaise interdit d'expulser toutes personnes possédant des propriétés dans l'île. Il doit s'acquitter du poulage, survivance féodale consistant à donner à la Reine deux poules ou la somme correspondante,.
Juliette quitte La Fallue et le 18 mai 1863 elle signe un bail lui permettant d'emménager dans l'ancienne demeure de la famille Hugo au 20 rue de Hauteville qui sera baptisée Hauteville Fairy. Près d'un an plus tard, Hugo rachète la maison pour Juliette.
L'amnistie de tous les condamnés politiques décidée en 1859 par l'Empereur, n'incite pourtant pas Victor Hugo à rentrer en France. Le 18 août 1859, dans une courte déclaration, il écrit : « Fidèle à l'engagement que j'ai pris vis à vis de ma conscience, je partagerai jusqu'au bout l'exil de la liberté. Quand la liberté rentrera, je rentrerai. ».
Entre 1862 et 1865, il séjourne chaque année avec Juliette en Belgique, au Luxembourg et sur les bords du Rhin.
La famille dispersée se réunit aussi à Bruxelles chaque été. En mars 1867 y était né Georges, fils de Charles, mort à un an ; le 16 août 1868, un deuxième fils voit le jour, également prénommé Georges. Le 27 août suivant, l'épouse de Victor Hugo y meurt à l'âge de soixante-quatre ans. Elle est inhumée à Villequier en Normandie, au côté de sa fille Léopoldine et son gendre Charles Vacquerie, morts tous les deux de noyade dans la Seine une vingtaine d'années plus tôt. Victor Hugo ne peut accompagner le cercueil que jusqu'à la frontière franco-belge.

## Le retour
Le 19 juillet 1870, la France déclare la guerre à la Prusse. Dans l'hypothèse d'un prompt retour, Hugo classe ses manuscrits et dépose trois malles à la « Old Ban » de Guernesey. Il quitte les îles anglo-normandes le 15 août et arrive deux jours plus tard à Bruxelles. En septembre 1870, il y apprend la défaite de Sedan et la capitulation de Napoléon III. Le 5 septembre, le lendemain de la proclamation de la Troisième République et la formation d'un gouvernement provisoire, Victor Hugo, accompagné de Juliette Drouet, de son fils Charles et de sa famille, rentre en France après presque dix-neuf années d'exil,.